# Pachytrema
Pachytrema ist eine Gattung der digenen Saugwürmer, die die Gallenblase von Vögeln befallen. Sie ist die einzige Gattung in der Unterfamilie Pachytrematinae. Die Merkmale sind so verschieden von anderen Opisthorchiidae, dass einige Autoren die Unterfamilie in den Rang einer Familie (Pachytrematidae) erhoben.

## Merkmale
Der Körper der Vertreter ist breitoval. Der Bauchsaugnapf liegt nahe dem Vorderende. Der Ösophagus ist kurz oder fehlt ganz. Das Ovar liegt zwischen oder hinter den Hoden. Letztere liegen nahe der seitlichen Bauchwand. Ein Samenbläschen ist nicht ausgebildet. Der Dotterstock bildet traubenartige Follikel seitlich über nahezu den gesamten Verlauf der Blinddärme.

## Systematik
Die Erstbeschreibung erfolgte anhand Pachytrema calculus aus der Gallenblase von Möwen in Italien. In den 1920er Jahren wurden zwei weitere Gattungen – Minuthorchis Linton, 1928 und Multivitellaria Phadke & Gulati, 1929 – vorgeschlagen, die aber nur jüngere Synonyme darstellen. Erst in jüngerer Zeit wurden weitere Arten der Gattung zugeordnet, die teilweise aber noch nicht allgemein anerkannt sind. Derzeit enthält die Gattung folgende Arten:
- Pachytrema calculus Looss, 1907
- Pachytrema compositum Shcherbovich, 1946
- Pachytrema magnum Travassos, 1921
- Pachytrema paniceum Brinkmann, 1942
- Pachytrema proximum Travassos, 1921
- Pachytrema sanguineum (Linton, 1928) Purvis, 1937
- Pachytrema tringae Layman, 1926